# スタニスラフ・ネイガウス
スタニスラフ・ゲンリホヴィチ・ネイガウス（ロシア語: Станисла́в Ге́нрихович Нейга́уз；ラテン文字転写例: Stanislav Genrikhovich Neuhaus、1927年3月21日 - 1980年1月24日）は、ロシアのピアニスト。

## 略歴
1927年、モスクワで生まれた。愛称は「スターシク」。1932年に両親が離婚し、母がボリス・パステルナークと結婚したことからパステルナーク家で育った。グネーシン音楽学校で学び、1941年に卒業。1941年から1943年にはチストポリに疎開した。その後モスクワ音楽院に進み、ウラジミール・ベーロフに師事。1944年にベーロフのクラスを卒業後、父・ゲンリフ・ネイガウスに師事し、1950年に卒業した。その後も同大学大学院に進み、1953年に卒業した。
1957年より母校・モスクワ音楽院で教職に就いた。晩年はパステルナーク家で過ごした。1980年、モスクワで52歳で死去。

## 家族・親族
- 父：ゲンリフ・ネイガウス：ピアニスト、ピアノ教師。
- 母：ジナイーダ・エレメーワ：ネイガウスと離婚後ボリス・パステルナークと結婚し、ジナイーダ・パステルナーク(Пастернак Зинаида Николаевна)となったことから後者の名で知られる。回想録を残している。
- 継父：ボリス・パステルナーク：詩人。
- 妻：リュドミラ・ペトローヴナ・ブーニナ：ピアニスト。後に離婚。
- 兄：エイドリアン・ネイガウス
- 息子：スタニスラフ・ブーニン：ピアニスト。
- カロル・シマノフスキ：ゲンリフ・ネイガウスの又従兄弟（ゲンリフの母方の祖母マリアの兄弟フェリクス・シマノフスキの孫がカロル）

## 録音
- ショパン - ソナタ2・3とバラード全曲、舟歌、ワルツ3、5、8、12番、スケルツォ2番、幻想曲、マズルカ数曲、ノクターン5番、8番、ポロネーズ2番、練習曲「エオリアンハープ」「大洋」、幻想ポロネーズ
- リスト - 巡礼の年から数曲。忘れられたワルツ。
- ベートーヴェン - ソナタ27・31・32番等。
- モーツァルト - ソナタK. 545など。
- アレンスキー - 2台のピアノのための組曲第2集。
- スクリャービン - 前奏曲も練習曲もソナタも弾いている。
- ドビュッシー - 版画と前奏曲数曲とベルガマスク組曲。
- ラフマニノフ - 前奏曲と練習曲から数曲およびエレジー。
- プロコフィエフ - ソナタ8番、悪魔的暗示、追憶、ガヴォット、ダンス等。
- シューベルト - ソナタ13番と即興曲1番が残されている。